# Chicheboville
Chicheboville ist eine ehemalige französische Gemeinde mit zuletzt 507 Einwohnern (Stand: 1. Januar 2013) im Département Calvados in der Region Normandie. Sie gehörte zum Arrondissement Caen und zum Kanton Troarn. Die Einwohner werden Chichebovillais genannt.
Am 1. Januar 2017 wurde Chicheboville mit dem benachbarten Moult zur neuen Gemeinde Moult-Chicheboville zusammengeschlossen.

## Geografie
Chicheboville liegt etwa zwölf Kilometer südöstlich von Caen.
Umgeben wurde die Gemeinde Chicheboville von Bellengreville im Norden und Westen, Moult im Osten, Billy im Süden und Südosten, Conteville im Süden und Südwesten sowie Garcelles-Secqueville im Südwesten.

## Bevölkerungsentwicklung
| Jahr      | 1962 | 1968 | 1975 | 1982 | 1990 | 1999 | 2006 | 2013 |
| Einwohner | 430  | 377  | 395  | 453  | 463  | 459  | 524  | 507  |

Quelle: INSEE

## Sehenswürdigkeiten
- Kirche Saint-Martin aus dem 12./13. Jahrhundert, seit 1932 Monument historique[3]
- Kapelle Notre-Dame in Béneauville, im 12. Jahrhundert gebaut, Turmaufbau aus dem 15. Jahrhundert
- Schloss Béneauville, Anfang des 17. Jahrhunderts erbaut, seit 1952 Monument historique[4]
- Schloss Navarre, Anfang des 18. Jahrhunderts erbaut

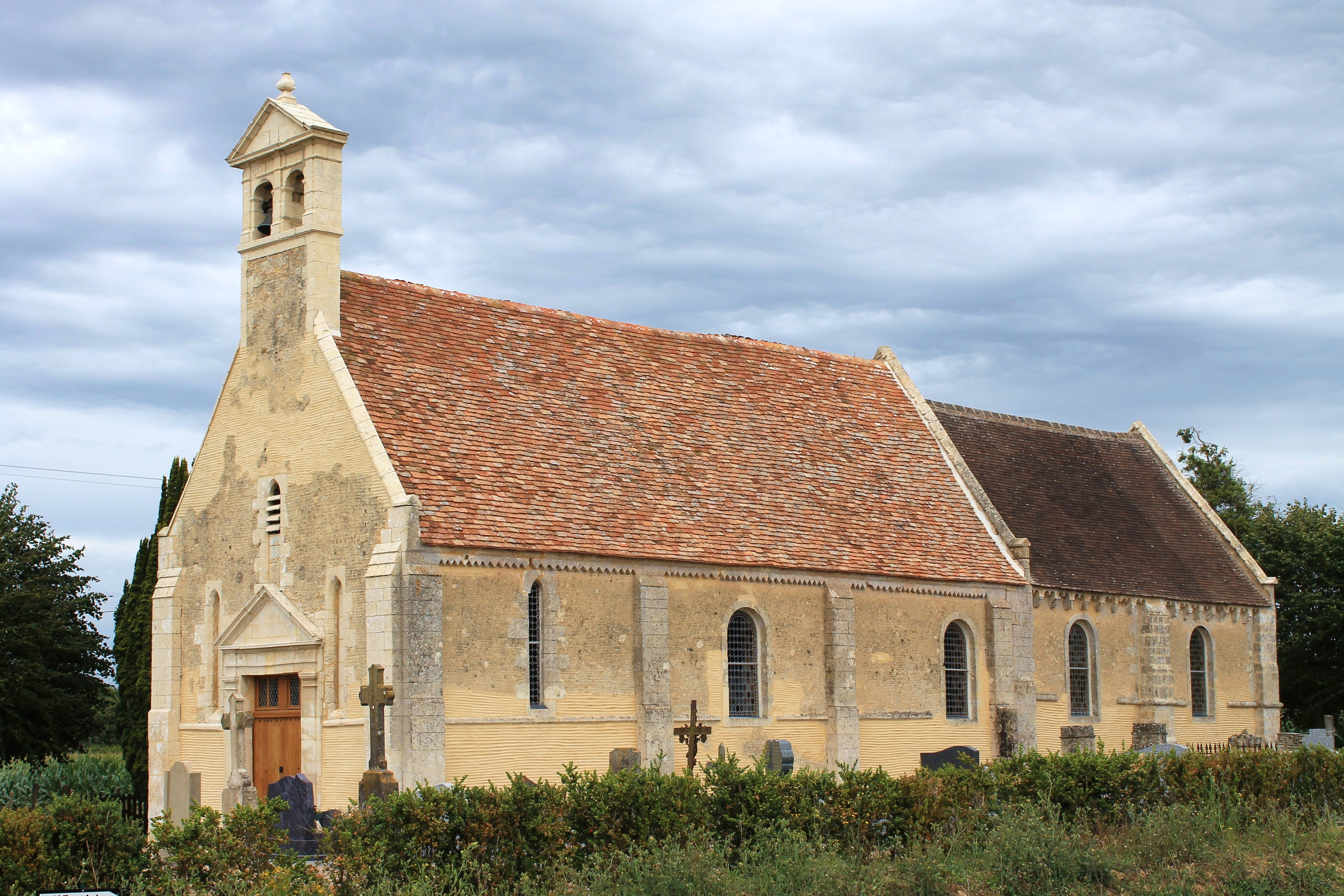
Kapelle Notre-Dame
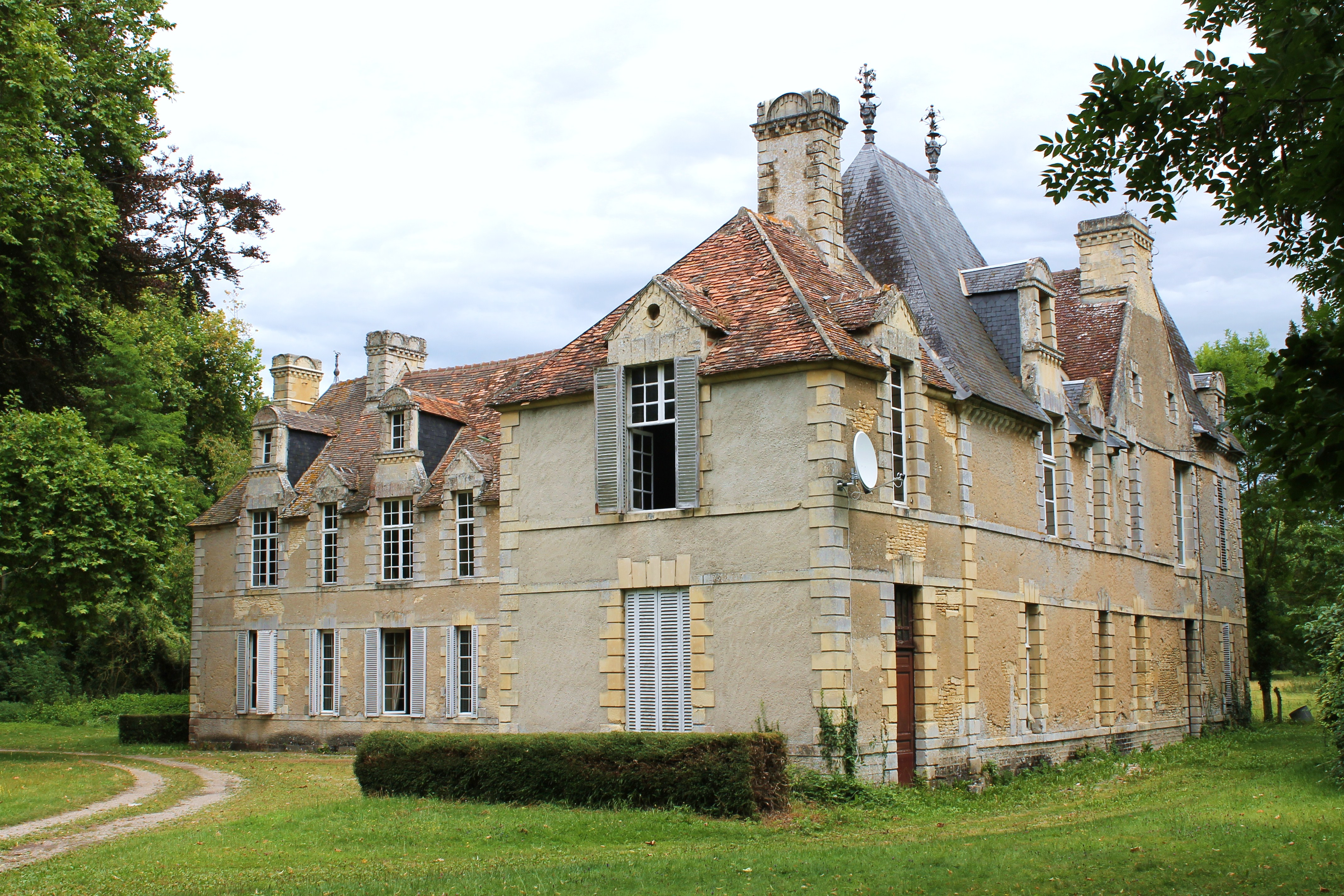
Schloss Béneauville